# Johannes Arosius
Johannes Arosius, föddes 26 mars 1665 i Västmanland, död 17 juli 1724 i Regna församling, Östergötlands län, var en svensk präst.

## Biografi
Johannes Arosius föddes i 1665 i Västmanland. Han var son till gästgivaren Pehr på Husbyfjöl, Brunneby socken. Arosius studerade i Linköping och blev 11 maj 1687 student vid Uppsala universitet, samt medlem av Östgöta nation. Han prästvigdes 4 februari 1694 och blev samma år komminister i Skeda församling. Arosius blev 1712 kyrkoherde i Regna församling. Han avled 1724 i Regna församling och begravdes 21 juli samma år.

### Familj
Arosius var gift med Ingrid Johansdotter. De fick tillsammans barnen Brita Arosius (1696–1743), Petrus Arosius (född 1697), Margareta Arosius (född 1700) som var gift med Thure Lucas Wettergren, Christina Arosius (född 1703), Maria Arosius som var gift med kyrkoherden Olof Rydbeck i Östra Hargs församling och Beata Elisabeth Arosius som var gift med kyrkoherden Johan Wallors i Regna församling och färgaren Christian Fischer i Linköping.